# 君子好逑 (美國電影)
《君子好逑》是一部于1955年上映的美国黑白电影，改编自1953年5月24日所播出的NBC單元电视剧《Television Playhouse》第五季的第23集（片名同）。描述一名住在紐約市的34岁憨厚單身漢馬蒂的追愛故事。
这部电影在第28届奥斯卡奖评选中，获得包括奥斯卡最佳影片獎等四项大奖，也是少數美國片奪得法國坎城影展金棕榈大獎的作品。

## 剧情
相貌平平的馬蒂在肉鋪工作。他的弟妹全都結婚生子了，來自街坊的客人們催促著老大不小的他也快結婚，令他煩不勝煩。但他雖也有意成家，對於追求異性卻並不積極。與他同住的母親為此憂心忡忡，將不喜歡與人廝混的他趕到公共場所多認識人。馬蒂在舞廳遇到被喜新厭舊的男伴甩開的學校老師克拉拉，他展現平常的自己，她卻因此受到慰藉，兩人一拍即合。

## 角色
- 歐尼斯·鮑寧（Ernest Borgnine）- 飾馬蒂（Marty），一家肉店的员工
- 贝琪·布莱尔（Betsy Blair）- 飾克萊拉（Clara），与馬蒂彼此吸引的中学化学教师
- 艾絲塔·敏奇歐提（Esther Minciotti）- 飾皮勒提太太（Mrs. Teresa Piletti），馬蒂的母亲
- 喬·曼特爾（Joe Mantell）- 飾安吉（Angie），馬蒂的朋友
- 奧古斯塔·希歐利（Augusta Ciolli）- 飾凱薩琳姨媽（Aunt Catherine），馬蒂的姨妈
- 傑瑞·派利斯（Jerry Paris）- 飾湯米（Tommy），凱薩琳姨媽的儿子
- 凱倫·史提爾（Karen Steele）- 飾維琴妮亞（Virginia），湯米的妻子
- Nick Brkich
- John Beradino
- James Bell

## 奖项

### 奥斯卡
| 奖项               | 结果 | 得主 |
| ------------------ | ---- | --- |
| 最佳影片           | 獲獎 | United Artists (Harold Hecht, producer)                                                                                         |
| 最佳导演           | 獲獎 | 德爾伯特·曼 |
| 最佳男主角         | 獲獎 | 歐尼斯·鮑寧 |
| 最佳改编剧本       | 獲獎 | 帕迪·查耶夫斯基 |
| 最佳男配角         | 提名 | 乔·曼特尔 得主是傑克·李蒙 – Mister Roberts                                                                                      |
| 最佳女配角         | 提名 | 貝琪·布萊爾 得主是喬·范·弗利特 – 天倫夢覺                                                                                       |
| 最佳艺术指导       | 提名 | Ted Haworth Robert Priestley Walter M. Simonds 得主是Hal Pereira, Tambi Larsen, Samuel M. Comer, Arthur Krams – The Rose Tattoo |
| 最佳摄影（黑白片） | 提名 | Joseph LaShelle 得主是James Wong Howe – The Rose Tattoo                                                                         |

### 戛纳电影节
- 金棕榈奖

## 成本
本片投资成本仅为34.3万美圆，但在美国就有3千万的票房收入，成为小成本大收益的佳作。